# Grießen (Baden)
Grießen – przystanek kolejowy w Grießen (gmina Klettgau), w kraju związkowym Badenia-Wirtembergia, w Niemczech.

## Połączenia
Na stacji zatrzymują się pociągi osobowe Deutsche Bahn i Schweizerische Bundesbahnen.
Połączenia (stacje końcowe):
- Singen (Hohentwiel)
- Szafuza
- Waldshut-Tiengen

| Grießen                    |  |                            |
| Linia Hochrhein            |  |                            |
| Lauchringenodległość: 6 km |  | Erzingen odległość: 4,5 km |